# Eric Bina
Eric Bina (ottobre 1964) è un programmatore statunitense.

## Biografia
È stato co-creatore di Mosaic e co-fondatore di Netscape. Nel 1993, Bina insieme a Marc Andreessen ha creato la prima versione di Mosaic mentre lavorava come programmatore presso il National Center for Supercomputing Applications (NCSA) presso l'Università dell'Illinois - Urbana-Champaign.
Bina ha frequentato l'Università dell'Illinois a Urbana-Champaign, laureandosi da lì con un Bachelor of Science in Computer Science nel 1986 e un master nel 1988. È entrato a far parte della NCSA nel 1991 come programmatore. Lì, Bina e Andreessen hanno iniziato a lavorare su Mosaic nel dicembre 1992 e hanno avuto una versione funzionante nel marzo 1993. Mosaic è stato pubblicato su Internet ed è famoso come la prima killer application che ha reso popolare Internet. È uno dei cinque membri inaugurali della World Wide Web Hall of Fame annunciata alla prima conferenza internazionale sul World Wide Web nel 1994.
Nel 1995, Bina e Andreessen hanno ricevuto l'ACM Software System Award.
Nel 2010, Bina e Andreessen sono stati inseriti nell'Engineering Hall of Fame dell'Università dell'Illinois.